# Hồ Văn Cường (cầu thủ bóng đá)
Hồ Văn Cường (sinh 15 tháng 1 năm 2003) là một cầu thủ bóng đá chuyên nghiệp người Việt Nam hiện đang thi đấu ở vị trí hậu vệ cánh phải cho câu lạc bộ Sông Lam Nghệ An và đội tuyển U-23 Việt Nam.

## Sự nghiệp câu lạc bộ
Gia nhập lò đào tạo trẻ của đội bóng quê hương Sông Lam Nghệ An vào năm 2019 sau khi bị PVF thanh lý, Hồ Văn Cường nhanh chóng chứng minh được năng lực của bản thân và nhanh chóng có được một chỗ đứng vững chắc tại các cấp độ trẻ của đội bóng xứ Nghệ.
Sau màn thể hiện ấn tượng tại Giải U-19 Quốc gia 2021, Văn Cường có tên trong danh sách của đội một Sông Lam Nghệ An tham dự V.League 2022. Ngay ở mùa giải đầu tiên ở cấp độ chuyên nghiệp, Văn Cường nhanh chóng chiếm được xuất đá chính tại câu lạc bộ tại vị trí hậu vệ cánh phải và giúp đội bóng của anh cán đích ở vị trí thứ 5 của giải đấu vào cuối mùa giải.

## Sự nghiệp quốc tế
Hồ Văn Cường có tên trong danh sách của đội tuyển U-23 Việt Nam tham dự giải U-23 Đông Nam Á 2022. Anh chỉ có lần duy nhất ra sân trong giải đấu trước khi bị thay thế do sau khi anh được xét nghiệm duơng tính với Covid-19. Bất chấp khó khăn gặp phải sau khi hàng loạt cầu thủ phải bỏ giải do bị nhiệm Covid, U-23 Việt Nam vẫn thành công lên ngôi vô địch.
Năm 2023, Văn Cường được triệu tập lên đội tuyển U-20 Việt Nam để tham dự giải U-20 Châu Á 2023 và góp mặt tại cả 3 trận vòng bảng trước khi U-20 Việt Nam dừng bước. Vào cùng năm đó, anh góp mặt cùng U-22 Việt Nam tham dự Đại hội Thể thao Đông Nam Á 2023.

## Danh hiệu
U-23 Việt Nam
- Giải vô địch bóng đá U-23 Đông Nam Á: 2022